# Ficção científica cristã
Ficção científica cristã (ou FCC) é a denominação dada a um subgênero da ficção científica que ou retrata positivamente pontos-de-vista da cristandade (tanto católica quanto protestante) ou na qual o cristianismo desempenha um papel importante no desenvolvimento da trama. Em obras desse sub-estilo, que existem temas fortemente cristãos, ou as histórias são escritas do ponto de vista cristão. Esses temas podem ser sutis, expressos por analogia ou mais explícitos.

## Lista de obras de FC cristã
As obras abaixo discriminadas não refletem, necessariamente, a fé particular de seus autores, apenas se enquadram na definição do subgênero especificada na abertura deste verbete.

### Literatura
- C. S. Lewis: Out of the Silent Planet ("Além do Planeta Silencioso"), Perelandra e That Hideous Strength
- Connie Willis: Doomsday Book
- Frank Peretti: Monster
- James Blish: A Case of Conscience ("Um Caso de Consciência"), Black Easter e The Day After Judgment
- James White: The Genocidal Healer
- Madeleine L'Engle: A Wrinkle in Time ("Uma Dobra no Tempo")
- Ray Bradbury: Something Wicked This Way Comes
- Rick Sutcliffe: série The Interregnum (7 volumes)
- Stephen King: The Stand ("A Dança da Morte")
- Walter M. Miller, Jr.: A Canticle for Leibowitz ("Um Cântico para Leibowitz")